# 1964年の音楽
1964年の音楽（1964ねんのおんがく）では、1964年（昭和39年）の音楽分野に関する動向を記述する。

## 出来事
- ザ・フーのピート・タウンゼントは、レイルウェイでの演奏中に、ステージ上の低い天井で誤ってギターを折ってしまった。この事件は、ステージ上でギターやドラムを破壊するパフォーマンスの始まりを告げた。
- マリアンヌ・フェイスフルの歌手としてのキャリアは、ザ・ローリング・ストーンズのメンバーによって書かれた彼女のシングル「アズ・ティアーズ・ゴー・バイ」のリリースから始まった[1]。
- ローリング・ストーンズが初の全米ツアーを開始した。
- 12月31日 - 第15回NHK紅白歌合戦
- ビートルズが「ビルボード」誌のシングル・チャートのトップ5を独占[注 1]。
- この年のビルボード年間チャートのベスト3は以下のとおり。

1. ビートルズ 「抱きしめたい」
2. ビートルズ 「シー・ラヴズ・ユー」
3. ルイ・アームストロング 「ハロー・ドーリー!」

## 洋楽シングル
| - ビートルズ 「ア・ハード・デイズ・ナイト」「アイ・フィール・ファイン」「キャント・バイ・ミー・ラヴ」 - ローリング・ストーンズ 「タイム・イズ・オン・マイ・サイド」 - ロイ・オービソン 「オー・プリティ・ウーマン」 - アニマルズ 「朝日のあたる家」 - キンクス 「ユー・リアリー・ガット・ミー」「オール・オブ・ザ・ナイト」 - テンプテーションズ 「ザ・ウェイ・ユー・ドゥ・ザ・シングズ・ユー・ドゥ」 - メリー・ウェルズ 「マイ・ガイ」 - スプリームス 「愛はどこへ行ったの」「ベイビー・ラヴ」「カム・シー・アバウト・ミー」 - ピーター&ゴードン 「愛なき世界」「アイ・ゴー・トゥ・ピーセス」 - ムーディー・ブルース 「ゴー・ナウ」 - サーチャーズ 「ピンと針」 - ボビー・ソロ 「ほほにかかる涙」 - マリアンヌ・フェイスフル 「涙あふれて」 - ペトゥラ・クラーク 「恋のダウンタウン」 - マンフレッド・マン 「ドゥ・ワ・ディディ・ディディ」 - アストラッド・ジルベルト 「イパネマの娘」（ブラジル） - ボビー・ヴィントン 「ミスター・ロンリー」 - エルヴィス・プレスリー 「ラスベガス万才」 - ディオンヌ・ワーウィック 「ウォーク・オン・バイ」「ア・ハウス・イズ・ノット・ア・ホーム」 - ダスティ・スプリングフィールド 「ウィッシン・アンド・ホーピン」 - アーマ・トーマス 「ブレイクアウェイ」 - ザ・ロネッツ 「恋の雨音」 - ジリオラ・チンクェッティ 「夢みる想い」（イタリア） - ミーナ 「砂に消えた涙」（イタリア） - ディキシー・カップス 「愛のチャペル」 - キング・カーティス 「ソウル・セレナーデ」 - チャック・ベリー 「ユー・ネヴァー・キャン・テル」 - チャック・ベリー 「プロミスト・ランド」 | - シャングリラス 「黒いブーツでぶっとばせ!」「がっちりキスしよう」 - ライチャス・ブラザーズ 「ふられた気持」 - シルヴィ・ヴァルタン 「アイドルを探せ」（フランス） - ゲイル・ガーネット 「太陽に歌って」 - ハニーカムズ 「ハヴ・アイ・ザ・ライト」 - チャド&ジェレミー 「そよ風のキッス」 - ゼム 「グローリア」 - シャーリー・バッシー 「ゴールドフィンガー」 - アップルジャックス 「ライク・ドリーマーズ・ドゥ」 - フォー・シーズンズ 「悲しき朝やけ」「悲しきラグ・ドール」 - マーサ&ザ・ヴァンデラス 「ダンシング・イン・ザ・ストリート」 - ドリフターズ 「渚のボードウォーク」 - フォー・トップス 「ベイビー・アイ・ニード・ユア・ラヴィング」 - ゾンビーズ 「シーズ・ノット・ゼア」 - ハーマンズ・ハーミッツ 「朝からゴキゲン」 - ジェリー&ザ・ペースメイカーズ 「マージー河のフェリーボート」 - ローン・グリーン 「リンゴー」 - ダイアン・リネイ 「ネイビー・ブルー」 - ミリー・スモール 「マイ・ボーイ・ロリポップ」 - トミー・タッカー 「ハイ・ヒール・スニーカーズ」 - ナッシュヴィル・ティーンズ 「タバコ・ロード」 - アル・ハート 「ジャワの夜は更けて」 - ニュービーツ 「ブレッド・アンド・バター」 - ロニー&ザ・デイトナズ 「G.T.O.でぶっとばせ」 - ザ・ビーチ・ボーイズ 「アイ・ゲット・アラウンド / ドント・ウォリー・ベイビー」 - ジャン&ディーン 「パサデナのおばあちゃん」 - ディーン・マーティン 「誰かが誰かを愛してる」 - アーマ・トーマス 『ウィッシュ・サムワン・ウッド・ケア』 |

## 洋楽アルバム
- ビートルズ 『ハードデイズ・ナイト』『ビートルズ・フォー・セール』『ミート・ザ・ビートルズ』
- ローリング・ストーンズ 『ローリング・ストーンズ』
- ボブ・ディラン 『アナザー・サイド・オブ・ボブ・ディラン』
- ジェームズ・ブラウン 『シングズ・アウト・オブ・サイト』
- マーヴィン・ゲイ 『ウェン・アイム・アローン・アイ・クライ』
- ジョン・コルトレーン『クレッセント』『ブラック・パールズ』
- スタン・ゲッツとジョアン・ジルベルト 『ゲッツ/ジルベルト』
- サイモン&ガーファンクル 『水曜の朝、午前3時』
- ジョニー・キャッシュ 『アイ・ウォーク・ザ・ライン』
- アーマ・トーマス 『ウィッシュ・サムワン・ウッド・ケア』

## 邦楽シングル
| - アイ・ジョージ 「ダニー・ボーイ」 - 青山和子 「愛と死をみつめて」 - 梓みちよ 「夢みる想い(ノ・ノ・レタ)」 - 安達明 「潮風を待つ少女」 - 井沢八郎 「ああ上野駅」「男傘」 - 石原裕次郎&浅丘ルリ子 「夕陽の丘」 - 伊東ゆかり 「マイ・ボーイ・ラリポップ」 - 植木等 「だまって俺について来い」「馬鹿は死んでも直らない」「ホラ吹き節」 - 江利チエミ 「新妻に捧げる歌」 - 大下八郎 「おんなの宿」 - 大月みやこ 「潮来舟」 - 梶光夫 「青春の城下町」 - 岸洋子 「夜明けのうた」 - 北原謙二 「北風」 - 久保浩 「霧の中の少女」 - 九重佑三子・ダニー飯田とパラダイス・キング「ネイビー・ブルー」 - 小林旭 自動車ショー歌」「恋の山手線」 - 二代目コロムビア・ローズ 「智恵子抄」 - 西郷輝彦 「君だけを」「十七才のこの胸に」「星空のあいつ」 - 坂本九 「明日があるさ」「幸せなら手をたたこう」「サヨナラ東京」 - 五月みどり 「温泉芸者」 - ジャニーズ 「若い涙」 - 新川二朗 「東京の灯よいつまでも」 | - 水前寺清子 「涙を抱いた渡り鳥」 - 園まり 「何も云わないで」 - 高田美和 「十七才は一度だけ」 - 田辺靖雄 「二人の星をさがそうよ」 - ダニー飯田とパラダイスキング 「ワシントン広場の夜は更けて」（ヴィレッジ・ストンパーズのカヴァー） - 仲宗根美樹 「ドリームファイブ」 - 中原美紗緒 「夜は恋人」 - 西田佐知子 「東京ブルース」 - バーブ佐竹 「女心の唄」 - 橋幸夫 「恋をするなら」 - ザ・ピーナッツ 「恋のバカンス」「ウナ・セラ・ディ東京」 - 弘田三枝子 「私のベイビー」「ダンケ・シェーン」「恋と涙の17才」 - 舟木一夫 「花咲く乙女たち」「君たちがいて僕がいた」 - フランク永井 「大阪ぐらし」「悲恋のワルツ」 - ペギー葉山 「学生時代」「ラ・ノビア」 - マイ・カップル(田辺靖雄と梓みちよ) 「素敵な新学期」 - 松尾和子、和田弘とマヒナスターズ 「お座敷小唄」 - 美空ひばり 「柔」 - 三波春夫 「俵星玄蕃」 - 都はるみ 「アンコ椿は恋の花」 - 村田英雄 「皆の衆」 - 吉永小百合 「この夕空の下に」「愛と死のテーマ」「若い二人の心斎橋」 |

## 主な音楽賞
| 賞                                      | 受賞作・受賞者 |
| --------------------------------------- | --- |
| 第14回サンレモ音楽祭                    | - 大賞 - ジリオラ・チンクェッティとパトリシア・カルリ -「夢みる想い」 |
| 第9回ユーロビジョン・ソング・コンテスト | - 優勝者 - ジリオラ・チンクェッティ -「夢みる想い」 |
| 第6回日本レコード大賞                   | - 大賞 - 青山和子「愛と死をみつめて」 - 新人賞 - 西郷輝彦「君だけを」「十七才のこの胸に」､都はるみ「アンコ椿は恋の花」 - 歌唱賞 - 岸洋子「夜明けのうた」 - 作曲賞・作詞賞 - 宮川泰（ザ・ピーナッツ「ウナ・セラ・ディ東京」) - 編曲賞 - 寺岡真三（和田弘とマヒナスターズ「お座敷小唄」) - 企画賞 - キングレコード「なつかしの浅草オペラ」 - 童謡賞 - 音羽ゆりかご会「ワンツースリーゴー」 - 特別賞 - 三波春夫「東京五輪音頭」 |
| 第6回グラミー賞                         | - 最優秀レコード賞・最優秀楽曲賞 - ヘンリー・マンシーニ「酒とバラの日々」 - 最優秀アルバム賞 - バーブラ・ストライサンド「The Barbra Streisand Album」 - 最優秀新人賞 - ワード・スウィングル (スウィングル・シンガーズ) |
| 第2回ゴールデン・アロー賞               | - 話題賞 - 美空ひばり |
| 第2回レコード・アカデミー大賞           | - 大賞 - ハンス・クナッパーツブッシュ「舞台神聖祝典劇「パルジファル」」 |

## デビュー
- 2月7日 - キンクス／ロング・トール・サリー
- 2月15日 - 西郷輝彦／君だけを
- 3月10日 - 都はるみ／困るのことヨ
- 4月 - いしだあゆみ／ネェ、聞いてよママ
- 4月 - 渡辺順子（現・黛ジュン）／ダンケ・シェン
- 4月下旬 - 東京ビートルズ／抱きしめたい（ビートルズのカヴァー）
- 5月1日 - 日野てる子／カイマナ・ヒラ
- 6月1日 - 柴山モモ子（現・大杉久美子）／東京っ子
- 6月5日 - 小林幸子／ウソツキ鴎
- 6月20日 - 大月みやこ／母恋三味線
- 8月 - 田辺エイ子（朱里エイコ）／ブルー・ポニー…B面曲（A面は伊藤アイコ「ラッキー・セブン 」）
- 10月15日 - 水前寺清子／涙を抱いた渡り鳥
- 10月19日 - サイモン&ガーファンクル／アルバム『水曜の朝、午前3時』
- 12月 - ジャニーズ／若い涙
- 12月 - バーブ佐竹／女心の唄

## 解散・活動休止
- CBC交響楽団
- ランバート、ヘンドリックス&ロス

## 誕生
出身地または国籍が日本である人物の国名表記は省略。
- 1月4日 - 竹内力（大分県、俳優・元歌手）
- 1月10日 - 多田彰文（兵庫県、作曲家）
- 1月20日 - 山田信夫（大阪府、歌手、元MAKE-UP/元GRAND PRIX/Project.R）
- 1月24日 - 渡辺めぐみ（神奈川県、女優・元歌手）
- 1月25日 - 西村智彦（ギタリスト、SING LIKE TALKING）
- 1月30日 - 川添智久（宮崎県、ミュージシャン、LINDBERG/元VELVET GARDEN/元Ai+BAND/元TOP GUN）
- 1月31日 - ジェフ・ハンネマン（、ギタリスト、スレイヤー、+2013年・49歳没）
- 2月1日 - 磯野貴理子（三重県、タレント・元歌手、元チャイルズ）
- 2月2日 - 樋口了一（熊本県、シンガーソングライター・作曲家）
- 2月3日 - ENRIQUE（、ベーシスト、BARBEE BOYS）
- 2月4日 - 石原真理（東京都、女優・元歌手）
- 2月5日 - ダフ・マッケイガン（、ベーシスト、ガンズ・アンド・ローゼズ）
- 2月7日 - 平松八千代（大阪府、歌手、元LANPA）
- 2月8日 - KO-ICHIRO（キーボーディスト、Skoop On Somebody）
- 2月13日 - 山塚アイ（兵庫県、ミュージシャン、元ハナタラシ/ボアダムス）
- 2月15日 - 中村義人（長崎県、歌手、横道坊主）
- 2月15日 - D.I.E.（東京都、ミュージシャン、元hide with Spread Beaver）
- 2月17日 - 牧野隆志（兵庫県、作曲家、東京プリン、+2014年・49歳没）
- 2月20日 - 遊佐未森（宮城県、シンガーソングライター）
- 2月23日 - 坂本英三（東京都、歌手、ANTHEM・アニメタル）
- 2月27日 - 小林透（北海道、ベーシスト）
- 2月28日 - 照井利幸（愛知県、ベーシスト、元BLANKEY JET CITY/元ROSSO）
- 3月3日 - 池田大介（山口県、キーボーディスト・編曲家）
- 3月4日 - MORRIE（兵庫県、シンガーソングライター、/元DEAD END/元Creature Creature）
- 3月3日 - 米川英之（東京都、ギタリスト、元C-C-B/BLUFF）
- 3月8日 - 平松愛理（兵庫県、シンガーソングライター）
- 3月10日 - 足立祐二（大阪府、ギタリスト、DEAD END、+2020年・56歳没）
- 3月13日 - 吹田明日香（京都府、タレント・元歌手）
- 3月16日 - 野々村俊恵（広島県、タレント・元歌手）
- 3月18日 - かないみか（東京都、声優・元歌手）
- 3月19日 - 北原佐和子（埼玉県、女優・元歌手）
- 3月22日 - 金子隆博（千葉県、サクソフォニスト、米米CLUB）
- 3月30日 - ことぶき光（	北海道、テクノミュージシャン、P-MODEL）
- 3月30日 - トレイシー・チャップマン（、シンガーソングライター）
- 3月31日 - 杉山勇司（大阪府、レコーディング・エンジニア）
- 3月31日 - 鶴久政治（福岡県、歌手、元チェッカーズ）
- 4月6日 - 大西ユカリ（大阪府、歌手）
- 4月6日 - デビッド・ウッダード（、指揮者）
- 4月7日 - カルロス・トシキ（、歌手、元オメガトライブ）
- 4月12日 - ルーク篁（東京都、ギタリスト、元聖飢魔II/CANTA）
- 4月16日 - デイヴ・パーナー (Dave Pirner) （、シンガーソングライター）
- 4月22日 - 茅弘二（神奈川県、歌手）
- 4月25日 - 小川清史（ベーシスト、RED WARRIORS）
- 5月5日 - 高山みなみ（東京都、声優・歌手、元ES CONNEXION/TWO-MIX）
- 5月6日 - 宮田恭男（東京都、元俳優・元歌手）
- 5月6日 - 宮脇“JOE”知史（京都府、ドラマー、44MAGNUM/元ZIGGY/RIDER CHIPS）
- 5月9日 - 滝里美（福岡県、演歌歌手）
- 5月11日 - ひかる一平（東京都、俳優・元歌手）
- 5月17日 - 浦田松蔵（奈良県、ベーシスト、元JITTERIN'JINN）
- 5月22日 - 嶋大輔（兵庫県、タレント・俳優・元歌手）
- 5月25日 - 大山正篤（北海道、ドラマー、元ZIGGY）
- 5月26日 - 西川隆宏（北海道、ミュージシャン、元DREAMS COME TRUE）
- 5月26日 - レニー・クラヴィッツ（、シンガーソングライター）
- 5月30日 - 古市コータロー（東京都、ギタリスト・シンガーソングライター、ザ・コレクターズ）
- 5月30日 - 宮内和之（東京都、ギタリスト・作曲家、ICE、+2007年・43歳没）
- 6月3日 - 亀田誠治（、音楽プロデューサー、東京事変/元The THREE）
- 6月3日 - KIYOSHI（千葉県、ギタリスト、元hide with Spread Beaver/machine/元Lucy）
- 6月5日 - カール・サンダース（、ミュージシャン、ナイル）
- 6月7日 - 永井利光（宮崎県、ドラマー）
- 6月7日 - 徳永善也（福岡県、ドラマー、元チェッカーズ、+2004年・40歳没）
- 6月7日 - 林強（、DJ・歌手）
- 6月9日 - 薬師丸ひろ子（東京都、女優・歌手）
- 6月22日 - 阿部寛（神奈川県、俳優・元歌手）
- 6月24日 - 野々村真（東京都、タレント・元歌手）
- 7月2日 - カンケ（新潟県、ミュージシャン）
- 7月9日 - 可愛かずみ（東京都、歌手・女優、+1997年・32歳没）
- 7月17日 - 長江健次（大阪府、タレント・俳優・元歌手、元いもきんトリオ）
- 7月19日 - 近藤真彦（神奈川県、歌手、元たのきんトリオ）
- 7月19日 - 村石雅行（熊本県、ドラマー）
- 7月20日 - クリス・コーネル（アメリカ、歌手、元サウンドガーデン/元オーディオスレイヴ/元テンプル・オブ・ザ・ドッグ、+2017年・52歳没）
- 7月22日 - 内村光良（熊本県、お笑いタレント、ウッチャンナンチャン/元ポケットビスケッツ/元ウルトラキャッツ/元黒幕&愛人/元NO PLAN）
- 7月25日 - 高島礼子（神奈川県、女優・歌手）
- 7月27日 - 橋本仁（兵庫県、歌手）
- 8月1日 - KENZI（北海道、歌手）
- 8月3日 - SNOBゆか（大阪府、お笑い芸人、SNOB、+2019年・54歳没）
- 8月8日 - 瀧田イサム（神奈川県、ベーシスト、六三四Musashi）
- 8月10日 - 高橋ひろ（東京都、シンガーソングライター、+2005年・41歳没）
- 8月13日 - 戸川京子（東京都、女優・元歌手、+2002年・37歳没）
- 8月16日 - 佐藤シンイチロウ（茨城県、ドラマー、元THE POGO/the pillows/The ピーズ）
- 8月18日 - いとうまい子（愛知県、タレント・女優・元歌手）
- 8月19日 - 中村英夫（広島県、ベーシスト、元東京少年、+2014年・50歳没）
- 8月20日 - 桐島かれん（神奈川県、モデル・歌手・女優、元サディスティック・ミカ・バンド）
- 8月27日 - 則竹裕之（兵庫県、ドラマー）
- 8月29日 - YOU（東京都、タレント・女優・元歌手、元FAIRCHILD）
- 9月2日 - 和木ちえり（神奈川県、タレント・元歌手）
- 9月3日 - 上領亘（東京都、ドラマー）
- 9月7日 - テイ・トウワ（ミュージシャン）
- 9月10日 - 本城聡章（東京都、ギタリスト、筋肉少女帯）
- 9月13日 - 三原じゅん子（東京都、政治家・元女優・元歌手）
- 9月19日 - 勝井祐二（北海道、ヴァイオリニスト、ROVO）
- 9月21日 - 牧穂エミ（東京都、作詞家）
- 9月23日 - 稲葉浩志（岡山県、シンガーソングライター・作詞家、B'z）
- 9月25日 - 井上喜久子（神奈川県、声優・元歌手）
- 9月27日 - 岸谷五朗（東京都、俳優・元歌手）
- 9月29日 - カミル・マリネスク（、指揮者、+2020年・55歳没）
- 10月1日 - 松浦勝人（神奈川県、エイベックス代表取締役会長）
- 10月3日 - 牧野美千子（埼玉県、タレント・元歌手）
- 10月5日 - 藤原啓治（東京都、声優・元歌手、+2020年・55歳没）
- 10月6日 - 小畑隆彦（大阪府、大阪府、元すかんち/電車）
- 10月13日 - 加瀬竜哉（東京都、歌手、+2012年・55歳没）
- 10月17日 - 富澤タク（福島県、ミュージシャン、COR-SEZ/Number the./グループ魂/TOKYO MOOD PUNKS）
- 10月23日 - ロバート・トゥルージロ（、ベーシスト）
- 10月26日 - 野村義男（東京都、ギタリスト、元たのきんトリオ/THE GOOD-BYE/RIDER CHIPS/元音屋吉右衛門）
- 10月26日 - 山口憲一（神奈川県、ギタリスト）
- 10月26日 - 渡辺敦子（熊本県、ベーシスト、元プリンセス プリンセス）
- 10月30日 - 日出郎（京都府、歌手、タレント）
- 11月2日 - 中山加奈子（京都府、ギタリスト・作詞家）
- 11月6日 - 蜷川みほ（神奈川県、女優・元歌手）
- 11月10日 - 清水宏次朗（東京都、俳優・元歌手）
- 11月11日 - 中西圭三（岡山県、シンガーソングライター・作曲家）
- 11月12日 - 洞口信也（ベーシスト、クレイジーケンバンド）
- 11月14日 - 久保こーじ（東京都、キーボーディスト・作曲家）
- 11月16日 - ダイアナ・クラール（、ジャズ歌手・ピアニスト）
- 11月21日 - 雷電湯澤（岡山県、ドラマー、聖飢魔II）
- 11月23日 - 杉山洋介（東京都、ミュージシャン、元SALLY/paris match）
- 11月25日 - 真琴つばさ（東京都、女優・歌手）
- 11月27日 - 杉田かおる（東京都、タレント・女優・元歌手）
- 12月3日 - 坪口昌恭（福井県、ジャズミュージシャン、dCprG）
- 12月4日 - 森俊之（大阪府、キーボーディスト、The SunPaulo/Rabbit）
- 12月7日 - 菊地英昭（東京都、ギタリスト、THE YELLOW MONKEY）
- 12月11日 - 富永TOMMY弘明（歌手、BLUFF）
- 12月13日 - hide（神奈川県、ギタリスト・シンガーソングライター、元X JAPAN、+1998年・33歳没）
- 12月15日 - 高橋克典

（神奈川県、歌手・俳優]
- 12月23日 - エディ・ヴェダー（、シンガーソングライター）
- 12月25日 - イアン・ボストリッジ（、歌手）
- 12月27日 - 藤井尚之（福岡県、サックス奏者・作曲家、元チェッカーズ/F-BLOOD）
- 12月29日 - 浅井健一（愛知県、シンガーソングライター・作曲家・音楽プロデューサー、元BLANKEY JET CITY/SHERBETS/元AJICO/JUDE/元PONTIACS）
- 12月14日 - 須藤満（山形県、ベーシスト、元T-SQUARE/TRIX）
- 12月14日 - 高野寛（静岡県、ミュージシャン、元Nathalie Wise/元GANGA ZUMBA/元pupa）
- 12月14日 - 藤岡宣男（広島県、声楽家、+2005年・40歳没）
- 12月15日 - 金原千恵子（静岡県、ヴァイオリニスト）
- 12月15日 - 高橋克典（神奈川県、俳優・歌手）
- 12月29日 - 鶴見辰吾（東京都、タレント・俳優・元歌手）
- 12月30日 - 大島賢治（東京都、ドラマー、元THE HIGH-LOWS）
- 12月30日 - SEELA（大阪府、ベーシスト、D'ERLANGER）

## 死去
- 6月18日 - アレクサンドル・メリク＝パシャーエフ（、指揮者、*1905年）
- 6月29日 - エリック・ドルフィー（、ジャズ・サクソフォーン奏者、*1928年）
- 7月1日 - ピエール・モントゥー（、指揮者、*1875年）
- 9月20日 - ラザール・レヴィ（、ピアニスト、*1882年）
- 9月28日 - ジョージ・ダイソン（、作曲家、*1883年）
- 10月15日 - コール・ポーター（、作曲家、*1891年）
- 11月26日 - フリオ・ソーサ（、タンゴ歌手、*1926年）
- 12月11日 - アルマ・マーラー（→、グスタフ・マーラーの妻・作曲家、*1879年）
- 12月11日 - サム・クック（、歌手、*1931年）
- 12月14日 - フランシスコ・カナロ（、タンゴ・ヴァイオリニスト、*1888年）
- 12月29日 - 三木露風（兵庫県、詩人・童謡作家、*1889年）